# 성전 연구소

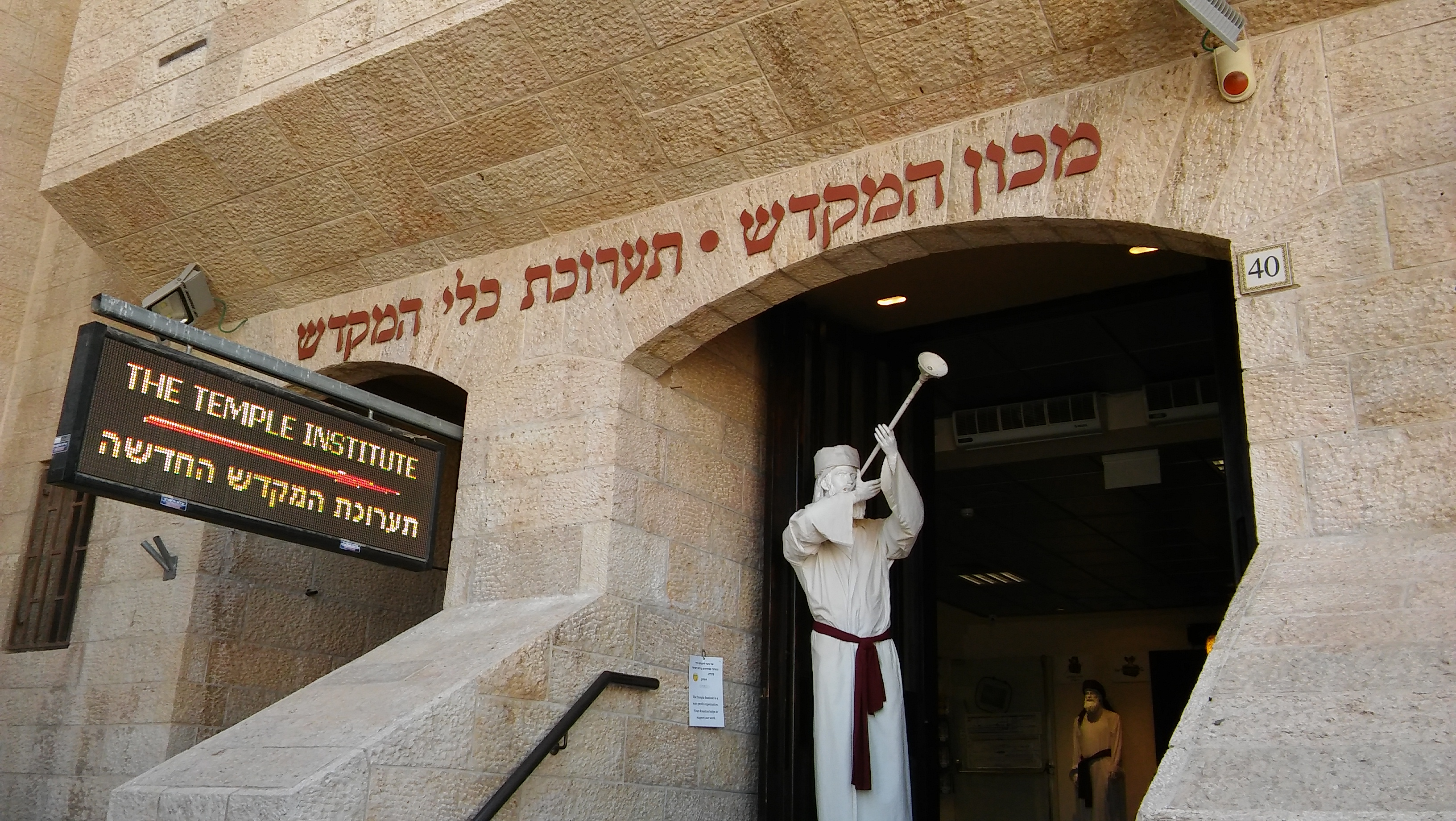

성전 연구소(영어: The Temple Institute, 히브리어:  מכון המקדש)는 제3성전의 설립을 위해 활동하는 단체이다. 연구소의 장기적인 목표는 현재 바위의 돔이 차지하고 있는 성전산에 세 번째 예루살렘 성전을 건립하는 것이다.

## 갤러리

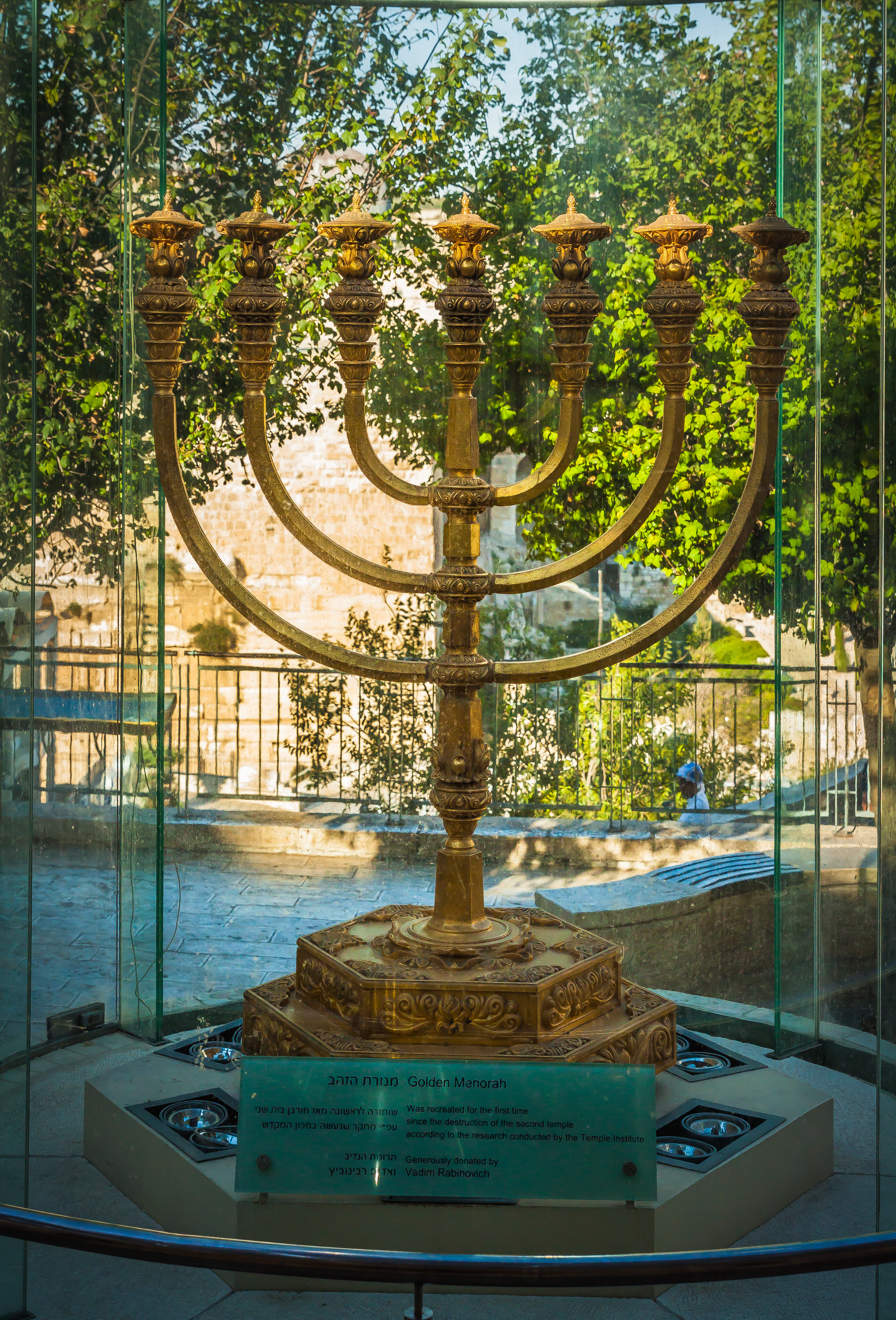
연구소 신전의 집 옆에 있는 메 노라 (Menorah) 모델
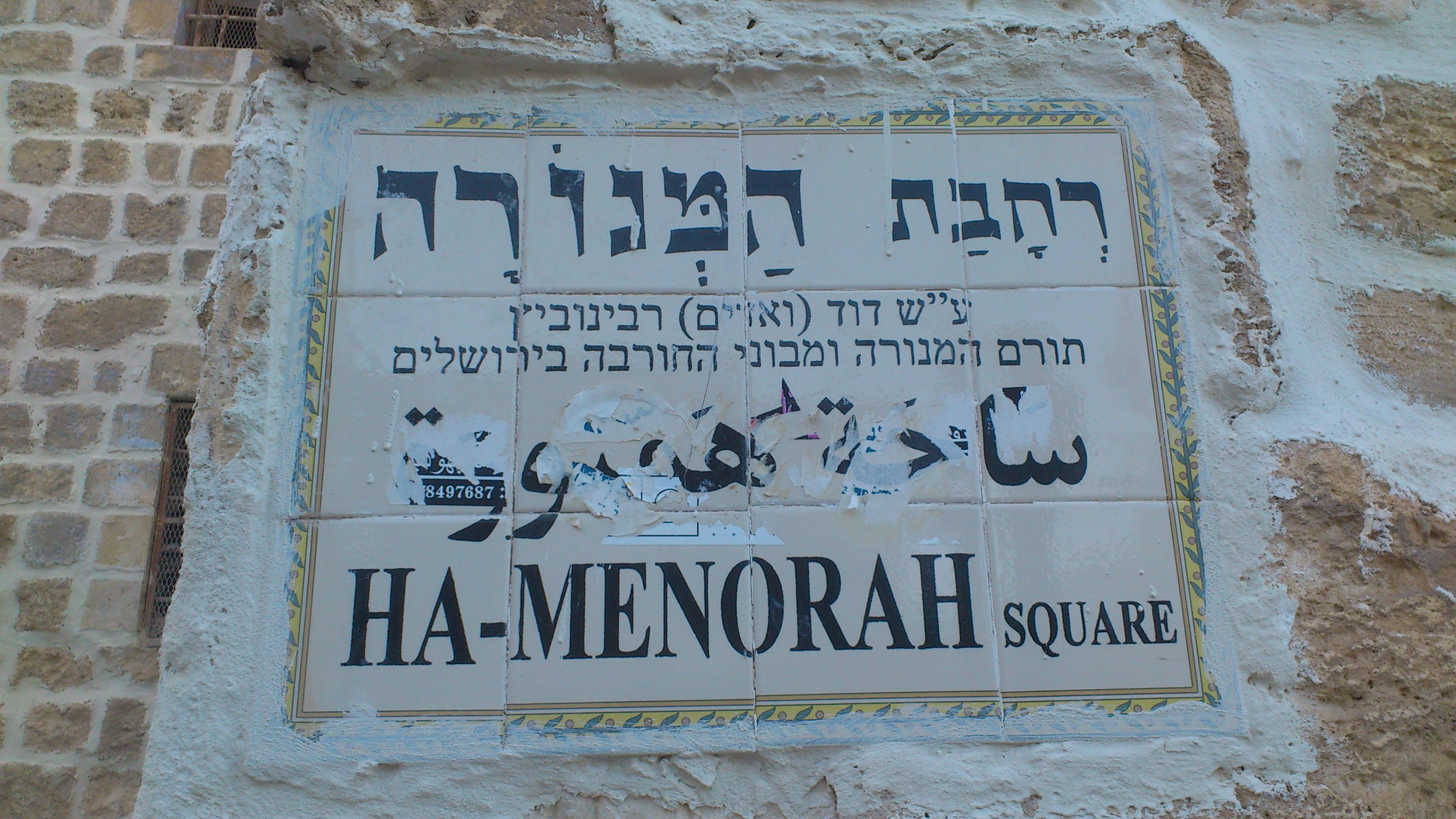
메노 라 광장과 템플 마운트 템플 연구소의 측면에 인접 해 있다.